# Leucobryum albicans
Leucobryum albicans är en bladmossart som beskrevs av Lindberg 1863. Leucobryum albicans ingår i släktet Leucobryum och familjen Dicranaceae. Inga underarter finns listade i Catalogue of Life.